# عين منين
عين منين بلدة تتبع لمنطقة التل وتقع ضمن سلسلة جبال القلمون في محافظة ريف دمشق. تعود التسمية إلى العهد الآرامي وهي تعني الماء الغزير نسبة إلى نبعها الذي يتدفق من أسفل جبل سمي باسمها، وتشتهر بطبيعتها الجميلة من جبال وبساتين غناء وهواء عليل. وفيها ما يقارب 30 ألف نسمة أو أكثر

## الموقع والحدود
تقع عين منين شمال مدينة دمشق في سوريا وتبعد عنها حوالي 16 كم تتبع إداريا لمحافظة ريف دمشق وتشكل حلقة وصل بين قرى وبلدات المحافظة: يحدها شمالا تلفيتا 7 كلم وشرقا معرة صيدنايا 8 كلم وصيدنايا 9 كلم وجنوبا مدينة التل 5 كلم وغربا الدريج 5 كلم وحلبون 11 كلم.

## التضاريس
ترتفع عين منين عن سطح البحر 1200 م وتتميز بتضاريس غريبة قل نظيرها حيث فيها السهل والوادي والجبل مما أكسبها طبيعة آسرة جعل منها قبلة السياح والمصطافين حتى أواخر الثمانينيات، حين بدأ نبعها يجف وأضمحل واديها الشهير شيئا فشيئا نتيجة الجفاف وعدم الاهتمام. تحيط بها الجبال من كل الجهات حيث ترتفع عنها ليصل ارتفاعها إلى أكثر من 1200 م وتشرف هذه الجبال على مناطق بعيدة تصل إلى طريق المطار شرقا وقدسيا جنوبا وقد أطلق أهالي البلدة تسميات على هذه الجبال أهمها جبل مار تقلا الشهير وجبل العين وهو أجملها وله إطلالة ساحرة على البلدة ومحيطها وجبال أخرى مثل جبل العدس وجبل مكارة وجبل أوبعة وجبل برتا، ومن أهم السهول عابا والحوا وسهل صيدنايا.

## المناخ
تتميز عين منين بمناخ معتدل لطيف في الصيف وبارد في الشتاء حيث تتراوح درجات الحرارة بين 20 إلى 36صيفا وبين 5_الى 16شتاء، أمطارها معتدلة وثلوجها متوسطة.

## تاريخ منين
تحدثت بعض الكتب والمراجع عن منين ولكن المعلومات والبيانات قليلة وتحتاج إلى جمع ودراسة ومقارنتها بالمكتشفات الأثرية العديدة في منين مثل، مارتقلا التي تشير إلى العصر الروماني والبيزنطي، كما يدل وجود أضرحة الأولياء بتواريخ مختلفة أثناء العصر الإسلامي على قدم البلدة وعلى استمرار العيش بها طوال هذه العصور.
وقد ذكرها الرحالة الإيطالي لودفيكودي فارتيما حين مر بها: فقال (على بعد ست عشر ميلا من دمشق وجدت بلدة أخرى تدعى (مونين) شيدت على ذروة جبل، سكانها نصارى من طائفة الروم في حكم ملك دمشق، وفي هذه البلدة كنيستان جميلتان يقال أن القديسة هيلانة أم قسطنطين بنتهما، وهذه البلدة وافرة المحاصيل وفيها بساتين كثيرة ومياه وفواكه وأعناب طيبة. يوجد في منين عدة شواهد أثرية ومباني تاريخية تعود لعصور مختلفة.

## وصلات خارجية
- بوابة المجتمع المحلي لبلدة عين منين
- معلومات موثوقة من أهل البلدة